# Волейбол на летних Олимпийских играх 2020
Соревнования по волейболу на Играх XXXII Олимпиады в Токио прошли с 24 июля по 8 августа 2021 года. Волейбольные турниры состоялись на «Ариакэ Арене», а матчи по пляжному волейболу — в парке Сиокадзэ. Первоначальные сроки проведения (25 июля — 9 августа 2020 года) были изменены в связи с переносом Олимпийских игр на лето 2021 года из-за пандемии коронавирусной инфекции COVID-19.

## Квалификация
В волейбольных турнирах Олимпийских игр выступили по 12 команд. Формат квалификации был одинаковым для мужских и женских сборных: 6 путёвок в Токио-2020 были разыграны на интерконтинентальном квалификационном турнире, ещё 5 участников определились по итогам континентальных турниров. Сборные Японии, представлявшие страну-организатора Игр, в квалификации не участвовали.

### Мужчины
| Турнир                                       | Турнир                                     | Дата              | Место проведения | Квота | Команды   |
| -------------------------------------------- | ------------------------------------------ | ----------------- | ---------------- | ----- | --------- |
| Принимающая страна                           | Принимающая страна                         | —                 | —                | 1     | Япония    |
| Интерконтинентальный квалификационный турнир | Группа A                                   | 9—11 августа 2019 | Варна            | 1     | Бразилия  |
| Интерконтинентальный квалификационный турнир | Группа B                                   | 9—11 августа 2019 | Роттердам        | 1     | США       |
| Интерконтинентальный квалификационный турнир | Группа C                                   | 9—11 августа 2019 | Бари             | 1     | Италия    |
| Интерконтинентальный квалификационный турнир | Группа D                                   | 9—11 августа 2019 | Гданьск / Сопот  | 1     | Польша    |
| Интерконтинентальный квалификационный турнир | Группа E                                   | 9—11 августа 2019 | Санкт-Петербург  | 1     | Россия    |
| Интерконтинентальный квалификационный турнир | Группа F                                   | 9—11 августа 2019 | Нинбо            | 1     | Аргентина |
| Европейский квалификационный турнир          | Европейский квалификационный турнир        | 5—10 января 2020  | Берлин           | 1     | Франция   |
| Азиатский квалификационный турнир            | Азиатский квалификационный турнир          | 7—12 января 2020  | Цзянмынь         | 1     | Иран      |
| Африканский квалификационный турнир          | Африканский квалификационный турнир        | 7—11 января 2020  | Каир             | 1     | Тунис     |
| Североамериканский квалификационный турнир   | Североамериканский квалификационный турнир | 10—12 января 2020 | Ванкувер         | 1     | Канада    |
| Южноамериканский квалификационный турнир     | Южноамериканский квалификационный турнир   | 10—12 января 2020 | Мостасаль        | 1     | Венесуэла |
| Всего                                        | Всего                                      | Всего             | Всего            | 12    |           |

### Женщины
| Турнир                                       | Турнир                                     | Дата              | Место проведения | Квота | Команды                  |
| -------------------------------------------- | ------------------------------------------ | ----------------- | ---------------- | ----- | ------------------------ |
| Принимающая страна                           | Принимающая страна                         | —                 | —                | 1     | Япония                   |
| Интерконтинентальный квалификационный турнир | Группа A                                   | 1—4 августа 2019  | Вроцлав          | 1     | Сербия                   |
| Интерконтинентальный квалификационный турнир | Группа B                                   | 1—4 августа 2019  | Нинбо            | 1     | Китай                    |
| Интерконтинентальный квалификационный турнир | Группа C                                   | 1—4 августа 2019  | Шривпорт         | 1     | США                      |
| Интерконтинентальный квалификационный турнир | Группа D                                   | 1—4 августа 2019  | Уберландия       | 1     | Бразилия                 |
| Интерконтинентальный квалификационный турнир | Группа E                                   | 1—4 августа 2019  | Калининград      | 1     | Россия                   |
| Интерконтинентальный квалификационный турнир | Группа F                                   | 1—4 августа 2019  | Катания          | 1     | Италия                   |
| Европейский квалификационный турнир          | Европейский квалификационный турнир        | 7—12 января 2020  | Апелдорн         | 1     | Турция                   |
| Азиатский квалификационный турнир            | Азиатский квалификационный турнир          | 7—12 января 2020  | Накхонратчасима  | 1     | Республика Корея         |
| Африканский квалификационный турнир          | Африканский квалификационный турнир        | 5—9 января 2020   | Яунде            | 1     | Кения                    |
| Североамериканский квалификационный турнир   | Североамериканский квалификационный турнир | 10—12 января 2020 | Санто-Доминго    | 1     | Доминиканская Республика |
| Южноамериканский квалификационный турнир     | Южноамериканский квалификационный турнир   | 7—9 января 2020   | Богота           | 1     | Аргентина                |
| Всего                                        | Всего                                      | Всего             | Всего            | 12    |                          |

### Пляжный волейбол
В мужском и женском турнирах по пляжному волейболу выступят по 24 команды. В каждом из турниров по квоте для страны-организатора сыграют по одной паре из Японии, а также победители чемпионата мира, который прошёл с 28 июня по 7 июля 2019 года в Гамбурге.
По 15 участников олимпийских турниров (но не более двух от каждой страны) определятся по рейтингу Международной федерации волейбола (FIVB), учитывающему результаты Мирового тура с 1 сентября 2018 по 13 июня 2021 года. По 2 путёвки для мужских и женских команд разыграны в сентябре 2019 года на олимпийской квалификации в Китае, а ещё 5 (по одной на каждую входящую в FIVB континентальную конфедерацию) — в рамках Континентального кубка в июне 2021 года (первоначальные сроки проведения изменены из-за пандемии COVID-19).

## Календарь
|                  | 24.07    | 25.07    | 26.07    | 27.07    | 28.07    | 29.07    | 30.07    | 31.07    | 1.08     | 2.08     | 3.08     | 4.08     | 5.08     | 6.08     | 7.08     | 8.08     |          |          |          |
| Волейбол         | Волейбол | Волейбол | Волейбол | Волейбол | Волейбол | Волейбол | Волейбол | Волейбол | Волейбол | Волейбол | Волейбол | Волейбол | Волейбол | Волейбол | Волейбол | Волейбол | Волейбол | Волейбол | Волейбол |
| ---------------- | -------- | -------- | -------- | -------- | -------- | -------- | -------- | -------- | -------- | -------- | -------- | -------- | -------- | -------- | -------- | -------- | -------- | -------- | -------- |
| Мужчины          |          |          |          |          |          |          |          |          |          |          | 1/4      |          | 1/2      |          | Финал    |          |          |          |          |
| Женщины          |          |          |          |          |          |          |          |          |          |          |          | 1/4      |          | 1/2      |          | Финал    |          |          |          |
| Пляжный волейбол |          |          |          |          |          |          |          |          |          |          |          |          |          |          |          |          |          |          |          |
| Мужчины          |          |          |          |          |          |          |          |          | 1/8      | 1/8      |          | 1/4      | 1/2      |          | Финал    |          |          |          |          |
| Женщины          |          |          |          |          |          |          |          |          | 1/8      | 1/8      | 1/4      |          | 1/2      | Финал    |          |          |          |          |          |

|  | Групповой этап |  | 1/8 финала |  | 1/4 финала |  | 1/2 финала |  | Матч за 3-е место и финал |

## Медали

### Общий зачёт
| Общее количество медалей |           |        |         |        |       |
| Место                    | Страна    | Золото | Серебро | Бронза | Всего |
| 1                        | США       | 2      |         |        | 2     |
| 2                        | Норвегия  | 1      |         |        | 1     |
| 2                        | Франция   | 1      |         |        | 1     |
| 4                        | ОКР       |        | 2       |        | 2     |
| 5                        | Австралия |        | 1       |        | 1     |
| 5                        | Бразилия  |        | 1       |        | 1     |
| 7                        | Швейцария |        |         | 1      | 1     |
| 7                        | Катар     |        |         | 1      | 1     |
| 7                        | Аргентина |        |         | 1      | 1     |
| 7                        | Сербия    |        |         | 1      | 1     |
| Всего                    | Всего     | 4      | 4       | 4      | 12    |

### Медалисты

#### Волейбол
|                       | Золото | Серебро | Бронза |
| Мужчины см. подробнее | Франция Бартелеми Шиненьезе · Женя Гребенников · Жан Патри · Бенжамен Тоньютти · Кевин Тийи · Эрвин Нгапет · Антуан Бризар · Стефан Буайе · Николя ле Гофф · Дэрил Бюльтор · Тревор Клевено · Ясин Луати             | ОКР Денис Богдан · Дмитрий Волков · Артём Вольвич · Валентин Голубев · Егор Клюка · Игорь Кобзарь · Ильяс Куркаев · Максим Михайлов · Павел Панков · Ярослав Подлесных · Виктор Полетаев · Иван Яковлев                     | Аргентина Факундо Конте · Сантьяго Данани · Лучано Де Чекко · Агустин Лосер · Бруно Лима · Николас Мендес · Эсекьель Паласиос · Федерико Перейра · Кристиан Поглахен · Мартин Рамос · Матиас Санчес · Себастьян Соле |
| Женщины см. подробнее | США Фолуке Акинрадево · Мишель Барч-Хакли · Андреа Дрюс · Майка Хэнкок · Кимберли Хилл · Джордан Ларсон · Чиака Огбогу · Джордин Поултер · Келси Робинсон · Джордан Томпсон · Хейли Вашингтон · Джастин Вонг-Орантес | Бразилия Камила Брайт · Макрис Карнейру · Ана Беатрис Корреа · Ана Каролина да Силва · Ана Кристина де Соуза · Фернанда Гарай · Карол Гаттас · Габриела Гимарайнс · Розамария Монтибеллер · Наталия Перейра · Роберта Рацке | Сербия Бьянка Буша · Мина Попович · Сладжана Миркович · Бранкица Михайлович · Майя Огненович · Ана Белица · Майя Алексич · Милена Рашич · Сальвия Попович · Тияна Бошкович · Бояна Миленкович · Елена Благоевич      |

#### Пляжный волейбол
|                       | Золото                                 | Серебро                                               | Бронза                                        |
| Мужчины см. подробнее | Норвегия · Андерс Мол · Кристиан Сёрум | ОКР · Вячеслав Красильников · Олег Стояновский        | Катар · Шериф Юнус · Ахмед Тиджан             |
| Женщины см. подробнее | США · Эйприл Росс · Аликс Клайнмен     | Австралия · Мариафе Артачо дель Солар · Талика Клэнси | Швейцария · Анук Верже-Депре · Джоана Хайдрих |